# 190 Ismene
Ismene (asteroide 190) é um asteroide da cintura principal com um diâmetro de 159 quilómetros, a 3,31929993 UA. Possui uma excentricidade de 0,16605119 e um período orbital de 2 900,38 dias (7,95 anos).
Ismene tem uma velocidade orbital média de 14,92929138 km/s e uma inclinação de 6,1664307º.
Este asteroide foi descoberto em 22 de Setembro de 1878 por Christian Peters.